# Saulnot
Saulnot település Franciaországban, Haute-Saône megyében. Lakosainak száma 766 fő (2022. január 1.). Saulnot Courmont, Arcey, Gémonval, Le Vernoy, Champey, Chavanne, Crevans-et-la-Chapelle-lès-Granges, Faymont, Granges-le-Bourg és Villers-sur-Saulnot községekkel határos.

## Népesség
A település népessége az elmúlt években az alábbi módon változott:
| Lakosok száma | 778  | 748  | 759  | 752  | 762  | 773  | 779  | 773  | 766  |
|               | 2013 | 2015 | 2016 | 2017 | 2018 | 2019 | 2020 | 2021 | 2022 |